# Військова сирена (фільм)
«Військова сирена» (англ. The Wartime Siren) — американська короткометражна військова мелодрама режисера Джорджа Мелфорда 1913 року.

## У ролях
- Гай Кумбс — капітан Воррен
- Еліс Голлістер — Розалі Ешбі
- Генрі Галлам — полковник Ешбі